# Distribuição de probabilidade condicional

Uma distribuição de probabilidade conjunta com os valores observados.

Na teoria da probabilidade e estatística, dadas duas variáveis aleatórias {\displaystyle X} e {\displaystyle Y} distribuídas conjuntamente, a distribuição de probabilidade condicional de {\displaystyle Y} dado {\displaystyle X} é a distribuição de probabilidade de {\displaystyle Y} quando {\displaystyle X} é um determinado valor conhecido. Em alguns casos, as probabilidades condicionais podem ser expressas como funções contendo um valor não especificado {\displaystyle x} de {\displaystyle X} como um parâmetro. No caso em que ambos {\displaystyle X} e {\displaystyle Y} são variáveis categóricas, uma tabela de probabilidade condicional é normalmente usada para representar a probabilidade condicional. A distribuição condicional contrasta com a distribuição marginal de uma variável aleatória, que é a distribuição sem referência para o valor da outra variável.
Se a distribuição condicional de {\displaystyle Y} dado {\displaystyle X} é uma distribuição contínua, então a sua função densidade de probabilidade é conhecida como a função densidade condicional. As propriedades de uma distribuição condicional, tal como o momento, são muitas vezes chamadas por nomes correspondentes, tais como média condicional e variância condicional.
Geralmente, pode-se referir a distribuição condicional de um subconjunto de um conjunto de mais de duas variáveis; esta distribuição condicional é contingente sobre os valores de todas as variáveis restantes, e se mais do que uma variável é incluída no subconjunto então esta distribuição condicional é a distribuição conjunta condicional das variáveis.

## Distribuições discretas
Para variáveis aleatórias discretas, a função massa de probabilidade condicional de {\displaystyle Y} dada a ocorrência do valor {\displaystyle x} de {\displaystyle X} pode ser escrita de acordo com a sua definição como:
{\displaystyle p_{Y}(y\mid X=x)=P(Y=y\mid X=x)={\frac {P(X=x\ \cap Y=y)}{P(X=x)}}}.
Devido à ocorrência de {\displaystyle P(X=x)} em um denominador, isto é definido apenas para não-nulos (portanto, estritamente positivos) {\displaystyle P(X=x)}.
A relação com a distribuição de probabilidade de {\displaystyle X} dado {\displaystyle Y} é:
{\displaystyle P(Y=y\mid X=x)P(X=x)=P(X=x\ \cap Y=y)=P(X=x\mid Y=y)P(Y=y)}.

## Distribuições contínuas
Da mesma forma, para variáveis aleatórias contínuas, a função de densidade de probabilidade condicional de {\displaystyle Y} dada a ocorrência do valor {\displaystyle x} de {\displaystyle X} pode ser escrita como
{\displaystyle }{\displaystyle f_{Y}(y\mid X=x)={\frac {f_{X,Y}(x,y)}{f_{X}(x)}}},
onde {\displaystyle f_{X,Y}(x,y)} dá a densidade conjunta de {\displaystyle X} e {\displaystyle Y}, enquanto que {\displaystyle f_{X}(x)} dá a densidade marginal de {\displaystyle X}. Também neste caso é necessário que {\displaystyle f_{X}(x)>0}.
A relação com a distribuição de probabilidade de {\displaystyle X} dado {\displaystyle Y} é dada por:
{\displaystyle f_{Y}(y\mid X=x)f_{X}(x)=f_{X,Y}(x,y)=f_{X}(x\mid Y=y)f_{Y}(y)}.
O conceito de uma distribuição condicional de uma variável aleatória contínua não é tão intuitivo quanto parece: o paradoxo de Borel mostra que funções densidade de probabilidade condicionais não precisam ser invariantes sob transformações de coordenadas.

## Relação com a independência
As variáveis aleatórias {\displaystyle X}, {\displaystyle Y} são independentes se e somente se a distribuição condicional de {\displaystyle Y} dado {\displaystyle X} é, para todos os valores possíveis de {\displaystyle X}, igual à distribuição não condicional de {\displaystyle Y}. Para variáveis aleatórias discretas isto significa que {\displaystyle P(Y=y|X=x)=P(Y=y)} para todos os {\displaystyle x} e {\displaystyle y}. Para variáveis aleatórias contínuas {\displaystyle X} e {\displaystyle Y}, tendo uma função de densidade conjunta, isso significa que {\displaystyle f_{Y}(y|X=x)=f_{Y}(y)} para todos os {\displaystyle x} e {\displaystyle y}.

## Propriedades
Visto como uma função de {\displaystyle y} para um dado {\displaystyle x}, {\displaystyle P(Y=y|X=x)} é uma probabilidade e, portanto, a soma de todos os {\displaystyle y} (ou a integral, se é uma densidade de probabilidade condicional) é igual a 1. Visto como uma função de {\displaystyle x} dado {\displaystyle y} é uma função de verossimilhança, de modo que a soma de todos os {\displaystyle x} não precisa ser 1.

## Formulação teórica
Seja {\displaystyle (\Omega ,{\mathcal {F}},P)} um espaço de probabilidade, {\displaystyle {\mathcal {G}}\subseteq {\mathcal {F}}} um campo-{\displaystyle \sigma } em {\displaystyle {\mathcal {F}}}, e {\displaystyle X:\Omega \to \mathbb {R} } uma variável aleatória de valor real (mensurável a respeito do campo-{\displaystyle \sigma } de Borel {\displaystyle {\mathcal {R}}^{1}} em {\displaystyle \mathbb {R} }). Pode se mostrar que existe uma função {\displaystyle \mu :{\mathcal {R}}^{1}\times \Omega \to \mathbb {R} } tal que {\displaystyle \mu (\cdot ,\omega )} é a medida de probabilidade em {\displaystyle {\mathcal {R}}^{1}} para cada {\displaystyle \omega \in \Omega } (isto é, é regular) e {\displaystyle \mu (H,\cdot )=P(X\in H\mid {\mathcal {G}})} (quase certamente) para todo {\displaystyle H\in {\mathcal {R}}^{1}}. Para qualquer {\displaystyle \omega \in \Omega }, a função {\displaystyle \mu (\cdot ,\omega ):{\mathcal {R}}^{1}\to \mathbb {R} } é chamada de distribuição de probabilidade condicional de {\displaystyle X} dado {\displaystyle {\mathcal {G}}}. Neste caso,
{\displaystyle E[X\mid {\mathcal {G}}]=\int _{-\infty }^{\infty }x\,\mu (dx,\cdot )}
quase certamente.

## Relação com a expectativa condicional
Para qualquer evento {\displaystyle A\in {\mathcal {A}}\supseteq {\mathcal {B}}}, definindo a função indicadora:
{\displaystyle \mathbf {1} _{A}(\omega )={\begin{cases}1\;&{\text{se }}\omega \in A,\\0\;&{\text{se }}\omega \notin A,\end{cases}}}
que é uma variável aleatória. Observe que a expectativa dessa variável aleatória é igual à probabilidade de {\displaystyle A} em si:
{\displaystyle \operatorname {E} (\mathbf {1} _{A})=\operatorname {P} (A)}.
Então, a probabilidade condicional dado {\displaystyle {\mathcal {B}}} é uma função {\displaystyle \operatorname {P} (\cdot \mid {\mathcal {B}}):{\mathcal {A}}\times \Omega \to (0,1)} de tal forma que {\displaystyle \operatorname {P} (A\mid {\mathcal {B}})} é a expectativa condicional da função indicadora para {\displaystyle A}:
{\displaystyle \operatorname {P} (A\mid {\mathcal {B}})=\operatorname {E} (\mathbf {1} _{A}\mid {\mathcal {B}})}
Em outras palavras, {\displaystyle \operatorname {P} (A\mid {\mathcal {B}})} é uma função {\displaystyle {\mathcal {B}}}-mensurável que satisfaz
{\displaystyle \int _{B}\operatorname {P} (A\mid {\mathcal {B}})(\omega )\,\mathrm {d} \operatorname {P} (\omega )=\operatorname {P} (A\cap B)\qquad {\text{para todo}}\quad A\in {\mathcal {A}},B\in {\mathcal {B}}}.
A probabilidade condicional é regular se {\displaystyle \operatorname {P} (\cdot \mid {\mathcal {B}})(\omega )} é também uma medida da probabilidade para todo {\displaystyle \omega \in \Omega }. Uma expectativa de uma variável aleatória em relação a uma probabilidade condicional regular é igual a sua expectativa condicional.
- Para o sigma-álgebra trivial {\displaystyle {\mathcal {B}}=\{\emptyset ,\Omega \}} a probabilidade condicional é uma função constante, {\displaystyle \operatorname {P} \!\left(A\mid \{\emptyset ,\Omega \}\right)\equiv \operatorname {P} (A)}.
- Para {\displaystyle A\in {\mathcal {B}}}, como descrito acima, {\displaystyle \operatorname {P} (A\mid {\mathcal {B}})=1_{A}}.